# ريك مارشال
ريك مارشال (بالإنجليزية: Rick Marschall)‏ هو مؤرخ أمريكي، ولد في 3 فبراير 1949.